# Corey Beaulieu
Corey King Beaulieu (22 de noviembre de 1983 en Brunswick, Maine) es el guitarrista principal de la banda de metal proveniente de Florida Trivium. Ha demostrado poseer una gran técnica y una gran creatividad musical

## Biografía
Beaulieu asistió a la escuela secundaria en la Academia Foxcroft en el estado de Maine, donde jugó hockey sobre hielo. Mientras asistía a la universidad, Corey había oído que Trivium estaba en la búsqueda de un nuevo colíder guitarrista. Aunque dudoso, trató de unirseles. Una gran sorpresa surgió cuando fue aceptado a participar en la banda y, en última instancia hizo un nombre por sí mismo.

## Trivium
Junto a Matt Heafy, Beaulieu actualmente es el guitarrista principal de Trivium, al unirse a la banda después de su primer álbum "Ember to Inferno" (2003).

## Influencias
Beaulieu cita como influencias a Yngwie Malmsteen, Joe Satriani, Steve Vai, Slash, Alex Skolnick, Kirk Hammett, Marty Friedman, Dave Mustaine, John Petrucci, Jeff Waters, Chuck Schuldiner, Dimebag Darrell, Eddie Van Halen, Ace Frehley, Angus Young, Tony Iommi, Geroge Lynch y Jeff Beck.

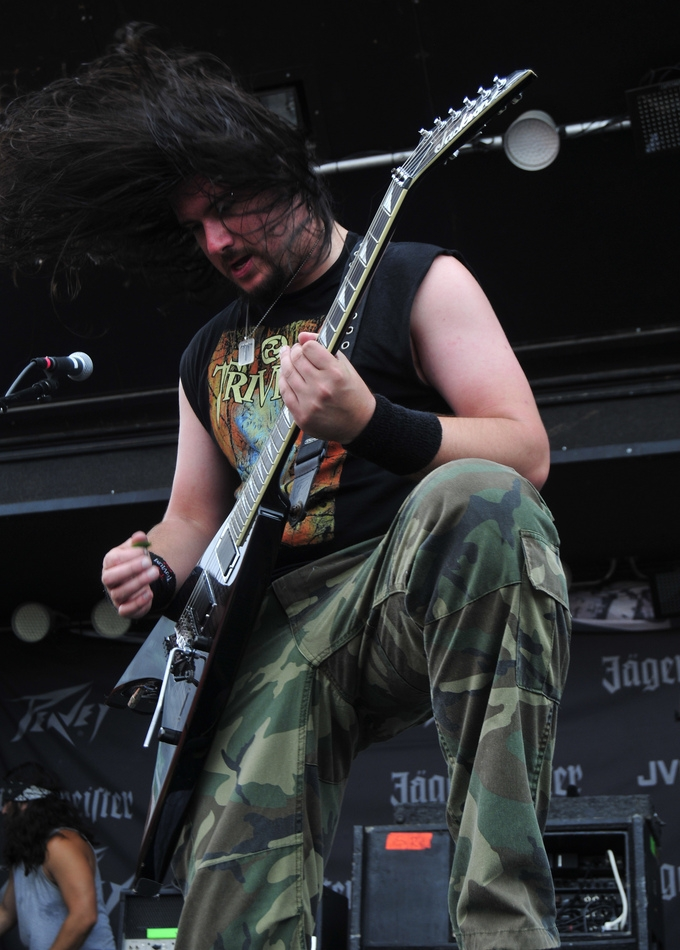
El autor, en 2009

## Guitarras
- Dean Corey Beaulieu Signature 7 string black with silversparkle pinstripe
- Dean Corey Beaulieu Signature 7 string
- Dean Corey Beaulieu Signature CBV
- Dean Corey Beaulieu prototype 7 string
- Dean Dime Razorback V "Blood Angel"
- Dean Dime Razorback V's (Red with black bevels)
- Dean Dime Razorback V's (Explosion)
- Dean Dime Razorback V's (Skull V)
- Dean Dime Razorback Tribute (Rust)
- Dean Dime Dean From Hell
- Dean Vendetta 1.7
- ESP  Dave Mustaine
- B.C. Rich Warlock
- Ibanez RG270DX Blue (EMG 81, s, 85 Pickups)
- Jackson King V 2 USA w/ Black Ghost Flame Graphics
- Jackson King V 2 USA Black
- Jackson King V USA Signature Corey Beaulieu 6 and 7 string.
- Jackson DX10D
- Epiphone Les Paul Standard (Primera guitarra de Corey)

Actualmente, Corey tiene contrato con Jackson Guitars, y tiene guitarras propias, llamadas " Corey Beaulieu USA Signature" tanto de 6 cuerdas, como de 7. Montan S.D.Blackouts.

## Discografía

### Trivium
- Ascendancy (2005)
- The Crusade (2006)
- Shogun (2008)
- In Waves (2011)
- Vengance falls (2013)
- Silence in the Snow (2015)
- The Sin and the Sentence (2017)
- What The Dead Men Say (2020)
- In The Court of The Dragon (2021)

## Apariencias
- Roadrunner Unidos
- Metales

## Páginas Web
- Wikimedia Commons alberga una categoría multimedia sobre Corey Beaulieu.
- Página oficial

- Datos: Q460445
- Multimedia: Corey Beaulieu / Q460445